# Akulivik
Akulivik (inuktitut : ᐊᑯᓕᕕᒃ) é uma aldeia nórdica na região do Nunavik, na região administrativa do Kativik, Nord-du-Québec, Canadá. Localiza-se sobre uma península que projeta-se para o sudoesta da Baía de Hudson próximo à Qikirtajuaq. Akulivik está a norte do Paralelo 60 Norte, 1 850 km a norte de Montreal.
Seu nome vem da geografia da região. Localiza-se sobre uma península entre duas baías, evocando a forma de um kakivak, uma lança tradicional em forma de tridente utilizada para a pesca. Inacessível por rodovias, Akulivik é servida pelo aeroporto de Akulivik.